# Deutz-Chor
Der Deutz-Chor ist der Werks-Männerchor der Deutz AG in Köln.

## Geschichte
Gegründet wurde der „Deutz-Chor“ im März 1946 von acht Männern, Mitarbeiter der damals noch existierenden „Klöckner-Humboldt-Deutz“ AG (KHD).
Heute besteht der Chor aus über 120 Sängern. Der Chor versteht sich als „musikalische Visitenkarte“ der Deutz AG und vertritt ein breites musikalisches Spektrum. Mit Unterstützung der Firma machte der Chor in den vergangenen Jahrzehnten zahlreiche Konzertreisen nach Europa, Asien, Afrika und Amerika. Im Mai 2008 trat der Chor in den chinesischen Städten Changsha, Dalian und Peking (gemeinsam mit dem Pekinger Symphonieorchester) auf. In Dalian befindet sich eine Produktionsstätte der Deutz AG. In Köln selbst trat der Chor im Gürzenich sowie in der Kölner Philharmonie auf.

## Der Chor heute
Präsident ist seit 40 Jahren Johannes Schiffgen. Schirmherr ist seit 2008 der Vorstandsvorsitzende der Deutz AG, Helmut Leube.
18 Jahre lang, von 1982 bis 2000, war Oswald Gilles der Künstlerische Leiter. Im Jahre 2000 folgte ihm Heinz Walter Florin, Pianist, Dirigent, Komponist und Arrangeur. Florin komponierte eine „Symphonie in Kölsch“ (für Orchester, Chor und Soli) für seinen Chor, die mit viel Erfolg aufgeführt wurde.
Zusammen mit dem Philharmonischen Chor Köln, dem Gürzenich-Chor Köln, dem Kölner Domchor und dem Collegium Cantandi Bonn sowie dem Sinfonieorchester Wuppertal und acht international bekannten Solisten führte der Deutz-Chor im Juni 2009 unter Leitung von Heinz Walter Florin die 8. Symphonie von Gustav Mahler, die „Symphonie der Tausend“, in der Kölner Philharmonie auf.

### Auftritte im Ausland (Auswahl)
- vor 1996: Nordkorea, Singapur, Niederlande, Frankreich, Algerien, Griechenland, Norwegen, Schweiz
- 1996 Kanada, USA
- 1999 Spanien
- 2002 Schweden
- 2004 Italien, Österreich
- 2006 Minsk, Moskau und St. Petersburg (Russland)
- 2008 Changsha, Dalian und Peking (China)
- 2011 Salzburg, Lecco und Venedig (Italien)

### Tonträger
- Vier Takte klingen in die Welt (LP/MC)
- Folklore international (LP/MC)
- Lied, kling in die Welt (LP/MC)
- Heitere Chormusik (LP/MC)
- Geistliche und weltliche Chormusik (LP/MC)
- Weihnachtskonzert mit dem Lucia-Chor Schweden (LP/MC)
- Weihnachtliches Konzert (MC/CD)
- Beliebte Opernchöre (MC/CD)
- Wien, du Stadt meiner Träume (CD)
- Symphonie in Kölsch (CD/DVD/VHS)
- Nabucco (CD)